# マケン姫っ!
『マケン姫っ！』（マケンきっ、MAKEN-KI!）は、武田弘光による日本の漫画。2007年6月から『ドラゴンエイジピュア』（富士見書房）において連載開始。同誌の廃刊に伴い2009年4月からは『月刊ドラゴンエイジ』（KADOKAWA 富士見書房）へ移籍して同年5月号から、2020年3月号まで連載された。『月刊ドラゴンエイジ』の「20周年を記念した特別作品」として、「最終回から1年後を舞台にした」内容の本作の読み切りが同誌2023年6月号に掲載された。
テレビアニメ化されており、2011年10月から同年12月まで第1期が、2014年1月から同年3月まで第2期が放送された。

## 概要
主人公を中心としたラブコメと、「マケン」という特殊能力を持った武器を用いたアクションシーンを組み合わせた構成が特徴の物語。また、登場するキャラクターのうち、圧倒的に女性の方が多いという点も特徴として挙げられるが、これについては男女共学化初年度の元・女子校が舞台であるという理由付けがなされている。話数表記には、壱・弐・参・肆…といった大字が使われている。

## ストーリー
元・女子校で、数年ぶりに男女共学へ再移行したばかりの私立学校「天日学園」（てんびがくえん）に入学した主人公の大山タケルは、そこで「マケン」という様々な特殊能力を持った武器の数々を目にする。この学園では、生徒1人1人にそれぞれに適した「マケン」のレプリカが与えられ、それによって「エレメント」という神秘的なエネルギーを秘めた能力の扱い方を学べるのであった。タケルも例外ではなく、自らの特性に合った「マケン」を与えられるはずであったが、身体検査時に適する「マケン」が見つからず、1か月間「マケン」無しで過ごさざるを得なくなってしまう。生徒らが己の「マケン」の特性を活かして部活動をしていたため、入る部活も決められずにいたタケルは、幼馴染の天谷 春恋の勧めで、学園内の様々な事件や事故などの解決役である「魔導検警機構」（通称「マケンキ」）へ所属することとした。その中で、タケルは数々のトラブルに巻き込まれていく。
そんな中、留学生と称して現れた能力者の傭兵部隊「VENUS」はマケンキのメンバーと交流を深めるが、古より能力者を管理する組織である「カミガリ」の影と共に不穏の動きを見せ始める。

## 登場人物

### 天日学園

#### 魔導検警機構
私立天日学園の様々なトラブルや事件・事故の解決役である自警部活動。1・2年生から1名ずつ選抜された魔導執行部と、その執行部をサポートする検警部で構成されている。メンバーの大半は女子生徒で構成されているが、学園屈指の実力者が殆どで、かなりの精鋭揃い。
大山 タケル / 大山 タケ子（おおやま タケル / おおやま タケコ）
声 - 前野智昭（幼少期 - 志田有彩 / タケ子姿 - 斎藤千和）
本作の主人公。検警部所属、1年B組。身長約163cm。母はすでに亡くなっており、父は健在とのこと。
天日学園へは試験や面接なしで入学できる全寮制学校という理由から入学したが、身体検査時に適正マケンが存在しないという前例のない結果を出してしまう。
マケン鍛冶師の玄から、自分に合う相性重視の内蔵型魔拳「オーバーブロウ」を受け取る。
さらにマケン以外で元々持っている能力で「魂の収束（ブラッドポインター）」という能力がある。
寮部屋では、イナホ、春恋、コダマと一緒に住むこととなるが、寝るときは監禁状態にされる（アニメでは、部屋のロフトで寝ている）。
使っている魔拳「オーバーブロウ」は、身体測定の時に自分のエレメントに合ったマケンを判断するエレメント測定魔検「ケロンボ」で測定した時に適切なマケンが無かったため、玄が一から1か月で作った。だが本来は、このようなことはあまり無いらしく、実際に「ケロンボ」を作った10年前から一度もこんなことはなかったらしいが、今年は他に2人（イナホ、乙媛）もいたらしい。
オキノシマでの実との特訓でかなり実力がつき精神面でも成長したが、段々実に似てきたらしい。
ヒメカグラの最中、実家の大山道場で魔拳カムドを正式に受け継いだ。
碓とは悪友という付き合いで、エロいことが絡むと彼と手を組むことが多い。女子生徒との水泳合同授業を統制会に要求したときは、それを賭けて男女対抗の水上騎馬戦を企画し、学園を巻き込む程の騒動に発展したことがあった。
女性が絡むと大きな災難に襲われるため、女性に対してはトラウマを持っている（不可抗力の場面で春恋達に制裁されたり、オキノシマの合宿中にシリアのマケンによって女体化されたり等）。しかし、いざという時は身をはって女性や仲間を守り助けるなど、かなり勇敢な一面もあり、幼馴染みの春恋やイナホ、コダマはそこに惚れ込んでいる。それもあり、後にタケルに助けられたシリアや彼の優しさを改めて知った秋からも好意を抱かれるなど、よく異性からモテる。嫌いな食べ物はグリーンピース。
魔拳（マケン）「オーバーブロウ」
玄が適切なマケンが見つからないタケルの為に作った相性重視の内蔵型マケン。触れた相手にエレメントを送り込むことで許容量をオーバーさせ、マケンを制御できなくさせる。常にマケンが発動状態になるが、相手がマケンを使っていなかったら使用できず、エレメントを送り込み相手がそれを抑え込むことができた場合、逆に相手を強くしてしまうという欠点がある。
上記の能力は偶然生まれたもので、本来は玄曰く「オリジナルを壊すレプリカ」という能力を持っていた為、アマノハラの頂上では最終手段としてその能力を使い、ハバキリを破壊した。
魂の収束（ブラッドポインター）
タケルが生まれついて持つ特殊体質(能力)。周りのエレメントを無差別に吸収して身体能力を上げることができる。ただし、自分の肉体のキャパシティを超える量のエレメントを吸収すると肉体が内側から壊れていく。アマノハラに封印されていたヤマタノオロチの邪気 （エレメント）を無意識に吸収した際には、自我を無くして暴走した。物語開始時は感情の高ぶりによる無意識の発動だけで制御できていなかったが、オキノシマで実の特訓を経て、ある程度の制御が可能になった。

櫛八 イナホ（くしや イナホ）
声 - 野水伊織
検警部所属、1年生。身長約150cm、スリーサイズは上から85cm（Eカップ）、57cm、86cm。実力はAランク。
タケルのクラスメイトで、自称「タケルの許嫁」。タケルのことを「タケル様」と呼んで慕って一途に想っており、春恋と同様にタケルに危険が迫れば、身を呈して守ろうとする。物腰は柔らかく、誰にでも常に丁寧語で話す。
過去にタケルに助けられ共に約束をしたが、当のタケル自身はあまり覚えていない。だが、その時の約束を思い出せるように努力している。コダマと春恋と共にタケルと同室。
かなりのお菓子好きで、目がなくいつもストックがある。バッ様と住んでいたときは饅頭しか食べていなかったらしく、その反動から天日学園に来てからはかなりの量のお菓子を買い込んでいる。かなりのド天然で、アイリルとリールが作ったタケルの縫いぐるみを本物と間違えたりした。飼い猫のモンジとは、アマノハラで出会って以来仲が良く、一緒に寝たり学校に連れていきマケンキメンバーと遊ばせたりしている。
タケルと同じくマケン「ケロンボ」で自分に合ったマケンが見つからなかった1人だが、タケルとは違い入学した時点で既に「カムド」を持っていたために、玄にはマケンを作ってもらわなかった。アニメ版では実はエレメント測定不能の理由に気づいている節がある。天日に来る前はバッ様と暮らしていたらしい。
魔拳（ナックル/マケン）「カムド」
イナホが天日学園に入学する以前から所有していたマケン。自身の身体能力を何倍にも上げる能力を持つが、イナホは適応しきっていないためうまく制御できていない。そのため技の一つ「ミツカ」を使ったあとは倒れてしまう。レプリカではないアーキタイプでありながら、天日が所有する八マケンにはカウントされていないが、アニメではカウントされている。
しかし魔拳「カムド」は、大山家に代々伝わるマケンで、適合者は大山の血族のみである。本来ならタケルが継承するはずのものだったが、ヤマトタケルの復活に伴って暴走しかけていたため、イナホが引き継いだ。
本当の能力は身体能力の強化ではなく、時間と空間を圧縮し止まった世界の中で、自分だけが動くことができるというものである。

姫神 コダマ（ひめがみ コダマ）
声 - 矢作紗友里
検警部所属、2年生。身長約148cm、スリーサイズは上から74cm（Bカップ）、53cm、78cm。実力はSランク。
この物語の現時点での最大のキーパーソンとなる人物で、タケルの能力や学園に関して何か知っている様子。
ヒロインで唯一タケルとデート、キス（接吻）までにいたるが、それ以降進展はしていない。しかし、タケルの優しさを知ってからは、彼に好意を寄せる。かなりの貧乳で本人はかなり気にしているが、一方で太らない体質で周りの女性から逆に羨ましがられている。自分のことだけでなく、春恋がパッドを三重でしていた時や貧乳を織り混ぜたネタを言われた時もかなり感情的になっていた。
アズキと同じく、クマや可愛いものがかなり好きで、特にテディベアをあげるとほとんどのことは許す。だが、マケンキの活動経費を密かにぬいぐるみの購入に使っていたのを穣華にバラされたときは、同じように購入に使っていたアズキと共にかなり動揺した。しかし、幽霊がかなり苦手で、ボコボコにされたタケルの顔を見たときは気絶していた。
一人称は「わし」で、年寄り臭い喋り方をする。八マケンの1つの魔鍵「ヤサカニ」を所持している。
王建からはアマノハラの封印を解く鍵として狙われているが、コダマ自身は解くことができないと言っている。
3巻やアニメ10話でのミネルバの好きな人についての質問については、小説版での台詞から相手は実の兄であるとおもわれる。
アニメ版では仇敵というのはタケルの血族の中の誰かになっている。
その正体は、神代の時代にオオウスノミコトと姫神ヤツノ（ヤマタノオロチ）の間に生まれた娘で、ヤビコという兄がいた。両親を殺したヤマトタケルの野望を阻止しようとする兄によってアマノハラに封印される。封印は完全に解けてはおらず、今の姿はエレメントによって形作られた思念体である。
魔鍵「ヤサカニ」
八マケンの一つ。普段は髪留めとして身に付けている。宿主の想像を具現化させる能力を持つ。コダマは式神の実体化に使用している。
式神（しきがみ）
コダマが使役する3体の式神。普段はデフォルメされた3頭身ほどの姿をしている。常人には見ることが出来ないため、周りからは念動力だと認識されている。天日学園で修行をし続けている者はぼんやりと認識ぐらいは出来、ミネルバのようにエレメントそのものを見透すことが出来る者なら、完全に見ることが出来る。
本来はヤマタノオロチが転生を繰り返すたびに生まれる前世の体で、コダマはこの能力を母から受け継いだ。過去編では普段連れている3人の他に「ミナツヒコ」「ククノチ」「ワダツミ」、男女1人ずつ、そして母の姫神ヤツノの6人が確認されている。
カグツチ、イカヅチ、ノヅチ
コダマが普段から連れている式神。カグツチは炎を、イカヅチは雷を、ノヅチは植物を操る能力を持つ。

志那都 アズキ（しなつ アズキ）
声 - 富樫美鈴
魔道執行部所属、2年生。身長約163cm、スリーサイズは上から87cm（Dカップ）、60cm、88cm。実力はAランク。
鼻に張った絆創膏が特徴のボブカットの美少女。右足に装着される魔腱（リープ）「ホーク」を持つ。1年生の栗傘塊との決闘をタケルに邪魔されたことがあるが、それがきっかけで彼と友人関係になった。当初はかなりのヘナチョコな男と見ていたが、付き合いを重ねていくうちに彼を男として認めていくようになった（ただし、恋愛感情はない）。
使っている魔腱「ホーク」は本来肉体強化系のマケンではないのだが、アズキは自身の高い身体能力を駆使しているため、通常の肉体強化系をも超える戦闘力を発揮する。特に足を使った技を得意としている。
家が貧乏なためメイド喫茶「まかろん」でアルバイトをしていて、将来的にはカミガリに入ろうとしている。かなり男勝りな性格をしているが、コダマと同様に可愛い動物と縫いぐるみが大好き。自身と同じように身体能力が高い絹亜 ガレットとヤン・ミンとは、ライバル関係にある。
ひょんなことがきっかけで、ファーストキスの相手は楓蘭である。
魔腱（リープ）「ホーク」
右足に装着するブーツ型のマケン。肉体強化系のマケンでは無いが､アズキは自身の身体能力を併用することで威力を倍増させている。空中を蹴るように移動することも出来る。
魔腱（リープ）「デュアルホーク」
修行により「ホーク」が進化した新たなマケン。両足に装着するブーツ型のマケンで、「ホーク」以上の出力を誇る。

碓 健悟（うすい けんご）
声 - 鶴岡聡
検警部所属、1年生。身長約168cm。
タケルの友人で、クラスメイト。所有するマケンはタケルと同じ内蔵型である、魔検（スイッチ）「ポイントマン」。
3人の女性（春恋、コダマ、イナホ）と同室になったタケルのことを羨ましがっている。その嫉妬心からうるちと手を組み、タケルのハーレム的な生活を潰そうと考えている。タケルとは悪友という感じの付き合い。
タケルに輪を掛けたド助平であり、時に暴走を起こしては、マケンキのメンバー達から容赦の無い鉄拳制裁を加えられる三枚目ぶりを見せ、タケルですらかなり呆れさせるほど。だが、エロい事が絡むとタケルも彼と協力する。女子生徒との水泳合同授業を統制会に要求したときは、それをかけて男女対抗の水上騎馬戦を共に企画し、学園を巻き込むほどの騒動にまで発展したことがあった。ただし、女性の涙が苦手で、女性を泣かす男を決して許さないなどの一面を持っており、話を理解して空気を読む性分も本来は持ち合わせている。
アニメ版では、煩悩の数と同じ108歳で大往生を迎える描写がある。
原作12巻で出生の秘密が明かされた。彼はヤマトタケルが自身の器として作り出したクローンの一体であり、幼少時に施設から脱走した。同じくヤマトタケルのクローンである剛健と同じく、エレメントを打ち消す「失力体質（エレメントキャンセラー）」である。
魔検（スウィッチ）「ポイントマン」
タケルと同様内蔵型のマケン。自分が触れた物（自分自身を含む）の位置を自在に入れ替える能力を持つ。

水屋 うるち（みなや うるち）
声 - 古谷静佳
魔道執行部所属、1年生。統制会次期構成員候補。身長約151cm、スリーサイズは上から78cm（Bカップ）、58cm、80cm。
春恋に強く憧れており（いわゆる百合）、いつも一緒にいるタケルに強烈なライバル心を持っている。タケルが春恋と同室になっていることを知った後、健悟と手を組み2人を引き放そうと考えるが、春恋がタケルのことを本気で惚れ込んでいることに薄々気付き始めており、身を引こうとしている。
どんなことにも真面目に取り組む姿勢を高く評価されており、楓蘭達からは統制会の次期構成員候補として推薦されている。
魔剣（ソード）「ペルセウス」
追尾機能のある光の短剣を作り出す能力を持つマケン。ただし、うるちのエレメントが切れかけると威力が半減してしまう。

藜 チャチャ（あかざ チャチャ）
声 - 藏合紗恵子
検警部所属、2年生。身長約170cm、スリーサイズは上から99cm（Hカップ）、62cm、93cm。
褐色肌の元気な子で、関西弁で喋る。よく言葉やことわざを間違って使ってしまうことが多く季美に指摘されてるが、本人は全く気にせずに使っている。季美とは公私ともにベストパートナーで、彼女の絵が理解できる数少ない人物。とても人懐っこい性格をしており、誰とでもすぐに仲良くなる。
イラストを描くのはとても上手く、季美と一緒にBLの同人誌を描いている。腐女子。
魔建（スケール）「コンプレッサー」
触れた無機物の大きさと質量を操る能力を持つマケン。

#### 統制会
私立天日学園の学生達や魔導検警機構を統括する、現実での生徒会にあたる組織。
天谷 春恋（あまや はるこ）
声 - 下屋則子
身長約166cm、スリーサイズは上から97cm（Hカップ）、59cm、88cm。
タケルの1つ年上の幼馴染。統制会の副会長にして検警部部長も兼ねており、学生寮の寮長もしている2年生。八マケンの一つにして最強の破壊力を誇る魔剣「ムラクモ」を持っており、普段は魔鍵「ヘヴンズゲート」に封印されている。「ムラクモ」は相手の実力に呼応しており、相手がかなりの実力者なら「ヘブンズゲート」の封印が解けるが、逆に実力がともなわなければ春恋の怒りによって、ほんの一瞬しか抜けない。密かに想いを寄せる相手のタケルからは「ハル姉」と呼ばれており、いろいろと世話を焼いている。しかしかなり嫉妬深く、タケルが他の女性と一緒に居るところをみるとすぐ怒るが、自分の想いをタケルになかなか告白出来ずに縮こまることが多いため、恋愛には一切発展していない。だが、タケルに危機が迫れば、危険を省みずに身を張って守ろうとするなど、タケルとの絆は誰よりも強く持っている。成り行きで、コダマとイナホと共にタケルと同室になった（アニメ版では、コダマとイナホがタケルの部屋に居座ることを知ったことで、押しかけるような形で同室になることを宣言する）。ムラクモを所持していることもあり、「天日最強の女」と周囲から呼ばれているため、実力はSランク。
魔剣「ムラクモ」
八マケンの一つ。光の刃を持つ太刀で、八マケン中最強の破壊力を誇る。
魔鍵（ロック）「ヘヴンズゲート」
鎖型のマケンで、異次元に魔剣「ムラクモ」を封印している。鎖として相手の動きを封じることも可能。

高貴 楓蘭（たかき ふらん）
声 - 合田彩
統制会会長、3年生。身長約160cm、スリーサイズは上から82cm（Dカップ）、56cm、83cm。
金髪で眼鏡を掛けている。学園一の模範生で、校則には人一倍厳しい。女子生徒の中では大の男嫌いだが、一目見たときから赤耶にかなり惚れており、 穣華からは「中学生かこの人は···」とツッコまれている。
八マケンの1つである魔見「ハバヤ」を持っている。2年のときに実習のためカミガリに出向し、その際に長の大和 王建に気に入れられ「情婦」に誘われたが穣華に庇われて天日に逃げ帰った。カミガリ出向の際に王建に体をいじられ、そのせいで男性恐怖症になった。
魔見「ハバヤ」
八マケンの一つで弓の形をしている。普段は眼鏡として身に付けている。視認、もしくはマケンから生成される光の球に触れたものをどこまでも追尾する光の矢を放つ。

雨渡 穣華（あまど ゆうか）
声 - 高森奈津美
会計、3年生。身長約162cm、スリーサイズは上から83cm（Dカップ）、57cm、82cm。
豊華の妹。八マケンの一つである魔建「マカル」を所持する。雨渡家は代々六条家の御庭番を務めているため、トラップを作ったり、クナイを投げたりなどの忍者関連のことはかなり得意。姉の豊華と同じく、いつも笑顔でおっとりとしているが、たまに毒舌を振るうことも多々あり、自他共に認めるかなりのドS。(春恋にお仕置きされる乙媛をすかさず撮っていた。)
魔建「マカル」
八マケンの一つ。普段はイヤリングとして装着している。死者をも蘇らせると言われる程の非常に強力な治癒能力を持つ。宿主の力に応じ、傷を癒し心身共に活性化させる回復系マケンの最高峰。

砂藤 季美（さとう きみ）
声 - 味里
書記、2年生。身長146cm、スリーサイズは上から72cm（Aカップ）、55cm、75cm。
マンガ好きで、いつもマンガや同人誌を読んでいることが多い。マケンキの部室にBL本を持ち込んだり、チャチャに手伝ってもらってBLの同人誌を描くなど、かなりの腐女子。自分達と同じ趣味や好みを持つミネルバを師匠と呼ぶ。コダマと同じく、貧乳ネタに反応することがある。
漫画の背景や効果を描くのは抜群に上手いが、キャラクターは壊滅的に下手で、季美の描いた絵が分かるのはチャチャのみ。チャチャとは、公私共々ベストパートナー。当初は周りとうまく付き合えず引っ込み思案な性格だったが、同人誌を読んでいたところへ、同じ趣味を持っており自分と似た空気を持つという理由でチャチャから声を掛けられ、それ以降彼女とは親友となった。その事もあり、今ではマケンキメンバーだけでなく他の生徒とも交流を深めていき、チャチャと同様明るい性格になった。
魔鍵（タブレット）「コミックスター」
ペン型のマケン。描いた漫画の擬音や効果などを現実に投影する。効果音を物体に貼り付けることで物体のもつ性質を変えたり、線を具現化してその上を滑るなど、かなりの応用性がある。

#### その他の生徒
絹亜 ガレット（きぬあ ガレット）
声 - 嶋村侑
2年生。実力はBランク。高飛車な性格。自身の愛用の縫いぐるみであるクーちゃんを賭けアズキと決闘するが、あえなく敗北する。後にささやかな復讐として、入学式に全校生徒達の前でアズキが縫いぐるみ好きだったことをばらした。自身と同じように、身体能力が高いアズキとミンをかなりライバル視している。
魔剣（ソード）「サイズ」
長剣型のマケン。刀身からカマイタチを放つことができる。

栗傘 塊（くりがさ かい）
声 - 井上剛
1年生。今時珍しい硬派な男で、彼女いない歴15年8か月。アズキに片思いしている。
アズキに恋人になってもらうことを賭けアズキに決闘を申し込む。アズキを追い込むが、タケルが横から割って入ったことにより隙が生じ、後にアズキに隙を付かれ敗北する。
1学期終わりにはヤン・ミンに完敗し、夏休み中にタケルの実家である大山道場で修行していた。
魔堅（スチール）「フルメタル」
自身の身体を鋼鉄並みの硬度へと変える。全身を硬化すると動くことができないが、彼は部分的に硬化させることでその問題に対処している。

網緒 組（あみお くみ）
声 - 渡辺明乃
2年生。校内暴力事件の犯人（カミガリに操られた犠牲者の1人）。タケルとうるちを拘束し苦しめたが、最後は二人を助けに来た春恋により倒される。事件後は、被害にあった生徒と同じく事件に関する記憶を失っている。
魔圏（ゾーン）「ネフィーラ」
ヨーヨー型のマケンで、彼女のテリトリー内に地に足を付けて名前（フルネーム）を呼ばれた者は身動きが取れなくなる。最初は足だけだが、動こうともがくに連れて全身の動きがとれなくなっていく。だが、実力ともども優れた強者なら、多少動くことが出来る。

立浪 勝（たつなみ まさる）
声 - 石上裕一
1年生。リーゼントで口がかなり悪い。
喧嘩の際に乙媛を馬鹿にし怒らせたことで彼女のマケンの餌食となり、腕や手首を折られる。後に決闘を止めに入ったミネルバにより応急処置がなされ、搬送された。
魔権（エンゲージ）「カエスト」
自分の拳が届く距離に相手を強制的に引き寄せる能力と、腕力強化の能力を持ち合わせているマケン。

熱井 地志雄（あつい ちしお）　
声 - 伊藤健太郎
健悟の友人。性格はかなり暑苦しい。相手の姿形を消せるマケン「カマエレオン」を持つ。指定した相手の姿形（複数人可能）を消すことはできるが、気配までは消すことはできない（アニメでは、別の男子生徒が所有している）。
田中 美斐男（たなか びいお）
声 - 白石稔
姫神コダマファンクラブの親衛隊の1人。眼鏡を掛けている。親衛隊同士で、コダマからタケルを引き離そうと考えている。コダマがタケルにキスをしたときは、かなり驚いた。
小林 英（こばやし えい）
声 - 井上剛
姫神コダマファンクラブの親衛隊の1人。
山田 椎助（やまだ しいすけ）
声 - 樋口健太
姫神コダマファンクラブの親衛隊の1人。

#### 天日学園職員
六条 実（ろくじょう みのり）
声 - 美名
天日学園学園長、体育教師。身長約168cm、スリーサイズは上から101cm（Iカップ）、60cm、94cm。
天日学園のOGで、初代マケンキのメンバーだった1人で、統制会初代会長を務めていた。自称「美人学園長」。豪快な性格である反面、生徒達の面倒見も良く、授業中は生徒達を厳しくも温かく指導する。しかし、極度の方向音痴で、地図を持っていても目的地と違う方向へ進んでしまうという弱点を持つ。
だが、マケン無しでもかなりの実力を持ち、エレメントの力だけでアイリルとリールの結界を破ったり、滝を割ったりできる。実際、勝負になるとタケルではまともに触れることすらできない。オキノシマでの合宿中は、タケルの特訓を手助けした。タコがかなり苦手で見ただけで気絶するほどだが、虫をスナック感覚で食べるなどワイルドな一面を持つ。いつも持っているハリセンにマケンを仕込んでいる。実力はSSランク。
作中でも屈指の強さを誇り、アマノハラに封印されているコダマの声を聞き、式神を3人倒した。式神からは魔獣や鬼のような強さだと評されている。
「ブラッドポインター」を途中までしたり、王建の言弾をコピーしたりするなどかなりの実力者。
魔拳（グラブ）「ドラゴン・エース」
玄が学生時代に作ったグローブ型のマケン。熱源を設置して自在に着火する能力を持つ。発生した炎にエレメントを通して操ることができる。作り出した火球を投げつける「号砲」、水面に設置した熱源に着火することで水蒸気爆発を起こす「銀冠」などの技がある。

二条 秋（にじょう あき）
声 - 原田ひとみ
保険医、美術教師。さらにマケンキ顧問。身長169cm、スリーサイズは上から103cm（Kカップ）、58cm、92cm。
天日学園のOGで、初代マケンキのメンバーだった1人。学生時代は風紀委員も兼任していた。性格も良く、料理の腕も抜群なうえスタイル抜群で、男子生徒達からはかなり人気が高い。タケルからは完璧超人と評されている。マケン無しでもエレメントの力で治療したりできるが、疲労まではとれない。大人な女性の雰囲気を漂わせていたが、実は処女だということを実にバラされる。本人はとてもそのことを気にしていて、そのことを知ったタケル達に「なんでも言うこときくから言わないで」と言っている。赤耶とはただならぬ想いがある様子。母親からはよく見合いの話を持ち掛けられるが本人はそれを疎ましく思っており、彼氏がいると嘘ついて、怪我の治療のため保健室へと来たタケルとのツーショット写真を送った。だが、それを鵜呑みにした母親の手の者によってタケルと共にエレメントの手錠を二人にかけた状態で、オキノシマへ強制的に旅行へと行かされる事になってしまった。しかし、2日間タケルと過ごしたことによって、タケルの優しさや異性と付き合うことを改めて知り、同時に彼を異性としても見るようになり好意を抱く。
魔見（デバッガ）「ヴァルヘルム」
片目に装着するマケン。普段はペンダントの形になっている。見た相手を診察する能力を持つ。身体の外傷・病巣が黒く染まって見え、悪化している部分ほど黒く鮮明に見える。

雨渡 豊華（あまと とみか）
声 - 松岡由貴
1年B組担任（タケル、碓、イナホの担任）。天日学園OGで、初代マケンキのメンバーだった1人。穣華の姉で、妹と同様優しげでおっとりとした雰囲気を出しているが、自他共に認めるかなりのドS。秋曰く、「容姿と物腰の柔らかさで、学生時代から男子生徒にかなりの人気があった」と言うが、実は「M男からの人気」と評している。
スリーサイズやマケンは未公表。

耕志 玄（たがやし げん）
声 - 伊丸岡篤
マケン鍛冶師。自称「天才」。天日学園のOBで、初代マケンキのメンバーだった1人。レプリカだがマケンを量産する能力がある。この能力はかなり貴重なものらしく、廃校と引き換えにカミガリに入ることになっていたが、赤耶が10年以内にカミガリに匹敵するチームを作れなければ死ぬという条件で彼の代わりにカミガリに入ったという過去がある。実達がオキノシマに行ってからはアマノハラの番人的役割をしていて、途中、赤耶達と合流する。マケンキには、マケン鍛冶師の能力に目を付けた実達に拉致される形で連れてこられ、無理矢理入らされたという。学生時代は、実達共々タケルの父親である「先生」にかなり世話になったらしい。実力は赤耶いわくAランク程度らしい。マケン鍛冶師としての腕はかなりのものではあるが、実曰くネーミングセンスは最悪らしく、タケルのマケン「オーバーブロウ」は実が命名した。エレメント測定魔検「ケロンボ」も彼の自作だが、秋曰く「廃材で作ったもの」らしいが、「天才は材料を選ばない」と言っている。
世界でも5人といない、全ての特性を兼ね備えた「黒のエレメント」の持ち主。あらゆるマケンのレプリカを作り出すことができるのは、この特性によるもの。
魔拳（デリンジャー）「アンタレス」
無数の火球を放つ能力を持つマケン。
魔研（グレネード）「フラワーボ…｣
普段はベルトポーチに入れているマケン。使用前に阻止されたため、詳細は不明。

### VENUS
古大 赤耶率いる能力者の傭兵部隊。カミガリの依頼でヤマタノオロチを復活させる危険性がある生徒（コダマ）をカミガリへ連行するべく天日学園へと来たが、マケンキとの交流を深めていくにつれて、隊員全員にマケンキメンバーとの絆が芽生えていた。乙媛の暴走の際にはカミガリに反旗を翻し、誘拐された春恋を解放し天日学園へと逃がす手助けをした。
古大 赤耶（こだい あかや）
声 - 保村真
「VENUS」隊長、天日学園臨時講師。天日学園OB。
ややナルシストの気があるが、美男子であるため女子生徒にはかなり人気がある。楓蘭は彼の容姿や性格を一目見て、理想の男性として好意を抱くようになった。学園長達とは学生時代からの親友で、初代マケンキメンバーの1人。実力はAランク。カミガリの指示で、ヤマタノオロチを復活させる危険性があるコダマの身柄をカミガリへと連行するべく天日へと来たが、乙媛の暴走の際には彼女に誘拐された春恋をVENUSを率いて解放し、天日学園へと逃がす手助けをした。これにより、学園やマケンキに危険が迫れば、いつでもカミガリや大和一族を敵に回してマケンキと共に戦う覚悟を乙媛達に見せつけた。
オキノシマの戦いで王建が死亡してからはカミガリの頭領を務める。
魔拳（リボルバー）「スウィンダル」
拳銃型のマケンで、6つの弾丸に6つの嘘を込める能力を持つ。能力は、被弾者に幻覚を見せる「幻覚（イリュージョン）」、自分のイメージした映像を空に映し出す「幻影（ビジョン）」、被弾者に暗示を与えたり眠りに誘う「催眠（ヒプノシス）」、全てが本物と同じ分身を作り出す「人形（ダミー）」、もう一丁の拳銃を作り出す「秘器（デュアル）」の5つが判明している。

ミディア・デミトラ
声 - 田中理恵
「VENUS」副隊長、2年生。身長約179cm、スリーサイズは上から87cm（Dカップ）、58cm、85cm。
留学中は春恋のクラスメイト。生まれつき強力なエレメント（力）を持って生まれてきて、VENUSに入る前はとある教会で預けられていた孤児だった。上記の理由によりマケン無しでもエレメントの力だけで水を操ることができる。表情があまり豊かではないが実力を認めた人には笑ったりもする。作中ではそれが孤児院の少年とミネルバと春恋だけである。だが、タケルがシリアを助け、礼を言う際には少しだけ笑顔を見せた。料理の包丁裁きは得意が、火加減だけが苦手。
デミトラ筆頭に以下のチームメンバーを留学生として天日学園のマケンキに加わることとなる。
神具「トライデント」
三叉槍型の神具。これにより、デミトラが生まれつき持つ水を操る力を水を支配する力まで高めることができる。

ヤン・ミン
声 - 明坂聡美
「VENUS」特攻隊員、2年生。身長約160cm、スリーサイズは上から80cm（Cカップ）、56cm、83cm。
好戦的な性格であり、雷虎の二つ名を持つ。
当初は天日学園の生徒達を見下しており、アズキとは犬猿の仲であった。マケンキとVENUSの屋内プールでのホッケー対決で持ち前の身体能力の高さでアズキを上回ったが、アズキに下半身の下着を脱がされ(反則に近いプレイ)動揺した隙を付かれた。
コダマを奪還する為にやってきたタケル達の足止めとして、シリア大塚と共に交戦。
アズキと一進一退の戦いを繰り広げ、強敵として認めた。勝負には事実上勝利したが、3発カスらせたらアズキの勝ちで良いとした自身の発言を守りアズキに敗北した。
神具「金鞭」→「真・雷公鞭」
鞭型の神具。鞭として使用することはなく、体内に取り込むことで能力を使用する。

シリア 大塚（シリア おおつか）
声 - 伊瀬茉莉也
「VENUS」防衛隊員、1年生。身長約170cm、スリーサイズは上から93cm（Gカップ）、56cm、89cm。
留学中はタケルのクラスメイト。アイドルとしても活躍中で、世界中にかなりのファンがいる。タケルと健吾と同じ、内蔵型マケンを所有（マケン名は不明）。あらゆる物を反転することができる能力で普段はその能力で性別を反転しているがその影響で実力は半分くらいになるらしい。両手で男2人軽々と持ち上げる怪力少女。ミーハーではあるが、負けず嫌いな一面を持っている。
タケルを一目で気に入り理想の男性と思い、以後タケルに積極的にアプローチしている。夏休みにはタケルに会うべく、マケンキの夏合宿へと無理矢理参加した。アイドル魂がすさまじく愛情表現を相手に対し強制的に数百曲のレパートリーを歌で返す(※タケルはデートの最後に無理矢理聞かされた）。
夏合宿で、春恋達のピンチに駆けつけ剛健を戦闘不能に追い込み乙媛拘束に貢献した。

ミネルバ・マーサ
声 - 佐藤利奈
「VENUS」防衛隊員、1年生。身長約156cm、スリーサイズは上から79cm（Cカップ）、55cm、80cm。
大和王建の御声係。神具「アイギス」を持つ。普段から目を閉じているが、視力を失っているわけではなく、デミトラと同じ両目を開くと無尽蔵に力を発し続けるという「イーヴィル・アイ（邪視）」の持ち主。だがあまりに力が強すぎるため範囲は天日を覆うほど。エレメントそのものを見透すこともでき、それを使いコダマの式神やコダマの真の姿を見た。そのため実力もカミガリの長である大和王建を超えるほど。怪我による治療能力も持ち合わせている（※ただし、応急処置程度で完治までには至らない）。実力はSSランクだが、本作最強の人物。
年上の女性好み（※百合ではない）で、ハーレム、お色気系や恋色話系などが大好き（いわゆるミーハー）。タケルや春恋達ともすぐにうちとけタケルの追試による合宿としてタケル達の部屋まで一緒に行ったことがある。
神具「アイギス」
他次元にアクセスし、相手の物を消したりできる。

リール・フィニアン、アイリル・フィニアン
声 - 日高里菜（兼任）
「VENUS」特察員、2年生。身長約135cm、スリーサイズは上から67cm（AAカップ）、52cm、71cm。
双子の姉妹。リールは黒髪でアイリルは金髪。二人とも留学中はコダマのクラスメイト。編み物が得意。姉妹揃って、おっとりとした性格をしている。タケルと碓が水泳の合同授業をかけて企画した水上騎馬戦では、ずっと見学者として試合を見守っていた。
神具「ダグダの大釜」

### カミガリ
何千年も前にヤマトタケルが組織した集団。能力者を集め、神々を倒しマケンを奪うことを目的としていた。現在では能力者たちを管理する組織となっている。オキノシマでの戦いで王建が死亡した後は、赤耶が頭領を務めている。
大和 王建（やまと おうけん）
カミガリ頭領。人の魂を操り記憶や思想を変える力“ソウルコレクター（魂の戯作）”を持っている。歳を重ねることでその力は失われると言われているが、未だにその力を保持し続けている謎の老人。実力はSSランク。異常な肺活量と低周波を組み合わせた声の砲弾の「言弾」という技を使う。アニメ版では未登場のキャラクターの1人。
初登場時点で、既にヤマトタケルに体を乗っ取られており、本来の王建は少しやつれた好々爺といった印象の人物だったらしい。
オキノシマにて姫神コダマの攻撃を食らい死亡した。死体はオキノシマに埋葬された様子。
大鳥 雅（おおとり みやび）
王建の秘書。王建直属部隊「四肢神」の一員で、「媚脚の雅」の異名を持つ。
普段は敬語を使うお淑やか女性なのだが、怒り出すと毒口調となる。王建に対しては絶対の忠誠心を持っている。アニメ版では未登場のキャラクターの1人。
ハイヒール型の魔腱（ヒール）「ミッシングリップ」を所有する。空間を蹴ることで口の形をした亀裂を作り出し、別次元に飛ばす能力を持つ。
大和 乙媛（やまと おとひめ）
声 - 南條愛乃
王建の孫の1人。桔梗や剛建の妹。天日学園1年生。王建直属部隊「四肢神」の一員で、「操指の乙媛」の異名を持つ。アニメ版ではエレメント測定不能者の1人。
自分だけの特別な空間を造り、そのマケン「フルーミングガーデン（通称:ドールハウス）」の領域に入った者の命を人形同然の思うままに操れる。相手とリンクした人形を作り出し、人形に与えたダメージは相手に100倍となって伝わる。人をいたぶるのが好きで、怒らせると恐ろしい残忍さを見せる。
試薬品を使い天日学園の生徒を利用し操ろうと企む。マケンキの夏合宿では、剛建と共に密かにオキノシマにやって来た。自身の能力で島民を操り、卑劣な罠を仕込けタケル達を追い詰めたが、
シリア大塚によって剛健が戦闘不能にされ形勢が逆転し、敗北した。
楓蘭と春恋にお仕置き宣告され怯えながら拘束される。
操った島民を元に戻す方法を吐かなかった事と一連の悪行の罰として、春恋に膝に乗せられたっぷりお仕置きを受ける羽目になった。剛健が息を吹き返し、戦局が動くとお仕置きは中断されその場に放置された。
その後、敗走した他のカミガリ共々島を去った。
魔圏（ゾーン）「フルーミングガーデン」（通称：ドールハウス）を持つ。
大和 剛建（やまと ごうけん）
声 - 鈴木裕斗
王建の孫の1人。乙媛の兄。天日学園を支配下に置こうと天日学園の生徒を利用し、操ろうと乙媛と共に企む。大和姉妹とは対照的に冷静沈着で、常に物事を冷静に判断する。乙媛と一緒に行動することが多く乙媛のサポートに徹することが多い。所有しているマケンは不明。
失力体質（エレメントキャンセラー）と呼ばれる特殊体質で、エレメントを帯びたもの打ち消す。ただし際限なく消せるわけではなく、天谷春恋のムラクモを受け止めた際には消しきれず、掌に火傷が残った。
オキノシマでマケンキメンバーと戦い敗北した後、コダマに敗れたヤマトタケルに乗っ取られる。
大和 桔梗（やまと ききょう）
声 - 伊藤静
王建の孫の1人。乙媛の姉。大和一族のリーダー。自分の強さは自分のプライドを守るためにあると語っている。光の光球を生み出すマケン（マケン名は不明）を持つ。手のひらから放つエレメント（緑色の光球）は相手の体を通過すると腹の中で爆発した感じがするらしい。完璧主義者で、同じ大和一族の者であっても半端を嫌う。騒動の後にタケルをカミガリに勧誘したが、タケルはそれを拒否し、自身はマケンキやタケルとの再戦を誓い、部下と共に引き上げた。
霧島 白兎（きりしま はくと）
王建直属部隊「四肢神」の一員で、「霧足の白兎」の異名を持つ。
モノクルをかけ燕尾服を着た紳士然とした男。植物学者をはじめ、複数の表の顔を持っている。
マケンは使用しないが、音を自在に操る能力を持つ。音波を発する、音速で移動する、他者の声を発するなどの様々なバリエーションが存在する。「霧足」の異名は彼が音速で動いた際に発生する衝撃波が元になってつけられたものである。
王建に心酔しており、苦戦していた王建に自らの魂を差し出したことで死亡した。死体はオキノシマに埋葬された様子。
櫛八 鉄心（くしや てっしん）
王建直属部隊「四肢神」の一員で、「絶拳の鉄心」の異名を持つ。額に大きな十字傷を負う巨体の男。四文字熟語を多用する癖がある。普段はオキノシマにある洞窟の奥にいる。
かつてタケルの母・大山アツマを道場破りで倒したことでタケルからは恨まれていたが、オキノシマでの一戦を経て和解した。
イナホの養父。
マケンを使わずともSランクの能力者と渡り合う実力を持ち、ヤマトタケルからも高く評価されている。周囲の生物が発するエレメントを取り込むことで疑似的な「魂の収束」を行うことができる。右正拳突きを得意とし、その一撃は「絶拳」と呼ばれ、遠くまで拳圧を飛ばすほどの威力を持つ。大山アツマを敬服しており、上記の右正拳と魂の収束も彼女が得意としていた技である。
平汰 レオ（ひらた レオ）
オキノシマに駐在する男。Bランクの能力者。天日学園のOBで、六条実らの同期。実からは「ヘタレオ」と呼ばれている。
魔研（ジェネレーター）「エレクトロン」
雷を操るAクラスのマケン。

紅花 キクエ（べにばな キクエ）
コダマの監視のために天日に潜入していた女性。表向きはランジェリーショップの店員をしており、コダマとも割と親しい仲だった。
監視中にコダマの式神による妨害を受け、その後のことは触れられていないが、本人曰く「左遷で済めばいい方」とのことで、天日からは撤退した様子。天日での仕事は気に入っていた。

### ヤマトタケルの一味
ヤマトタケルが王建の身体を乗っ取っていた際はカミガリを中心に活動していたが、オキノシマの戦い以降は身を隠しながらヤマトタケルの復活を待つ。
ヤマトタケル
姫神コダマの探し求めていた宿敵であり、本作品の全ての元凶（黒幕）。
古代（古墳時代）の天皇、景行天皇の次男で、当時の大和朝廷の第二皇子。当時はコウスノミコトと名乗っていた。自身の目的を果たすためならあらゆる犠牲を厭わない性格を持っており、身内でさえ邪魔者と見なせば簡単に切り捨ててしまう。
魂を自在に操る「魂の遊戯（ソウルコレクター）」という特殊な力を持ち、それと双璧を為す「魂の収束（ブラッドポインター）」を持つ兄・オオウスノミコトと共に海の先にある大陸の制覇を狙っていたが、それに賛同しなかった兄を邪魔者とみなして切り捨てた。
能力者を集め、神々から魔剣を奪う戦闘集団「カミガリ（神狩）」を組織し、姫神ヤツノ（ヤマタノオロチ）が持つ魔剣を狙ってオオウスノミコトとヤツノ（ヤマタノオロチ）を殺害するも、「ハバキリ」の力によって神の力を得たコダマの兄、姫神ヤビコの魔剣「カムド」の前に敗れ自身の身体は死亡するが、能力により魂を他者に乗り移し生きながらえていた。自身の魂が適合する身体を求め、一時的に魂を封印するが、大和王建がその封印を解いたために彼に乗り移った。オキノシマで王建の身体が死亡して以降は、彼の孫の剛建に乗り移っている。
自身の魂が適合する器としての身体を探し求め、クローンの開発も行っていた。王建の孫である大和剛建や乙媛なども彼の作り出したクローンである。
エスパダ・ラヴ
カミガリに出向していた天日学園3年生。八マケンのオーナー。乙媛による洗脳を受けている。
制服はノンスリーブで、手袋をしている。髪はポニーテールにしてまとめている。
目にもとまらぬ速さで剣を振るう剣の達人で、その速さは鉄心ですら見切れぬほど。
露出狂で男女問わない好色家。そんな自分を律するために騎士道を学んでおり、普段は凛々しく冷静な態度を取っている。
強い相手と戦うことを好み、裏切り者の処刑の際にも拘束を外すように頼んでいる。
魔研「フルノ」
八マケンの一つ。普段はレイピアの形をしている。切ったものの摩擦係数を自在に操ることができる。
しかし、フルノから300メートル圏内にいなければ効果はない。

星井 河世（ほしい かわせ）
カミガリに出向していた天日学園3年生。乙媛による洗脳を受けている。
小柄。生意気な性格で口が悪い。好物は金とお菓子。普段から株やFX、ソーシャルゲームなどを行い大損を繰り返している。
魔圏「ヤタ」
八マケンの一つ。「ヤタ」は宿主の本質を映し使用者によって能力を変える。星井の時の能力は、不幸な目に遭うたびに幸運を貯蓄し自在に引き出すこと。普段から株やFXで大損を繰り返している彼女はすさまじい量の幸運を蓄えている。

空野 カジル（そらの カジル）
カミガリに出向していた天日学園3年生。八マケンのオーナー。乙媛による洗脳を受けている。
基本的に美人が多い本作において、ややデフォルメされた顔をした太った巨体の女子。敵でもできれば傷つけたくないと考えるような優しさを持つ。
エレメントによって自らの身体を自在に変形させ操る「操身術」の使い手。
本来の姿は細身の美少女だが、軟体術を使うために普段は筋肉と脂肪の鎧をまとっている。
魔堅「カナヤゴ」
八マケンの一つ。普段は首輪の形をしている。筋肉と脂肪を凝縮させ、常人以上の筋力を得る。また体をダイヤのように硬くすることもできる。

夢宮 翠（ゆめみや すい）
カミガリに出向していた天日学園3年生。乙媛による洗脳を受けている。
大きな本を抱えた無口な女子。前髪が長く、目を隠している。
魔権「フタツラ」
八マケンの一つ。普段は本の形をしている。対象からあらゆる権利を剥奪できるが、同じ相手には半月に1回しか使えない。

イダテン
ヤマトタケルのクローンの一人。ヤマトタケルに似た外見の男。脚力を強化されている。
マケンは使用せず（のちに魔研フルノを扱うようになる）徒手空拳による肉弾戦を得意とする。耕志と赤耶を一撃で戦闘不能にし、ヤン・ミンと互角以上に戦うほどの力を持つが、カムドを継承したタケルに一撃で沈められる。
センリを殺しかけたヤマトタケルに対し憎悪感を抱き、タケルたちと共に共闘する。後に魔研フルノを扱うようになる。イダテンの場合フルノの形は竿の形をしている。

センリ
ヤマトタケルのクローンの一人。女子高生風の外見をした少女。視力が高く、視力に自信があるタケル以上である。
マケンは使用せず、狙撃手のようにつけ爪や飴玉を飛ばして戦う。シュシュに内蔵されたヤタを扱う
ジゴク
ヤマトタケルのクローンの一人。白いスーツを着た猿のような頭の形をした男。聴力を強化されている。性格はクズのような性格で女好き（身体のみ）。
マケンは使用せず（のちに夢宮翠のフタツラを使用する）言弾を扱うことができる。前述したとおり、聴力が非常に高く、集中すれば100km先の話し声（1か所のみ）はおろか筆談ですら紙とペン残される音で何を書いているかわかるほど。のちにヤン・ミンらと会敵し、その圧倒的な力でヤン・ミンらを圧倒し、盗み聞きした作戦通りに動くヤン・ミンらを嘲笑った。しかし、実は筒抜けの作戦はフェイクで、当初ジゴクが知っていた作戦では、イナホはマケンの効果を跳ね返すマケン、玄はマケンを壊すマケン。であったが、その逆、玄が跳ね返すマケン、イナホが壊すマケンであった。
ジゴクが弦のマケン「コワセール」にフタツラを使い、「玄からマケンを扱う」権利を奪おうとしたが、その効果を跳ね返し、ジゴクはマケンを扱う権利を失った。そのあと、玄が説明を終わらした瞬間に言弾を放とうとしたがヤン・ミンに口に蹴りを入れられ、さらに嘲笑われる。
それに対し罵倒を浴びせ、隙を見て逃げようとするが、思いっきりヤン・ミンに下から蹴り上げられ、白いエレメントをまとったヤン・ミンの「雷拳」をくらい気絶、その瞬間に右腕をもがれ、傷口を焼かれ、泣きながら戦意喪失を伝えるが、その思い虚しく左足（膝下から）ももがれ、傷口を焼かれる。その後にヤン・ミンに土下座をし、命乞いをし、隙をついて言弾を打とうとしたが、頭を踏まれ、地面にヒビが入るほどの力で地面にこすりつけられ、必死に命乞いをするが、そのまま頭を踏み潰され、「ぶちッ」というおぞましい音で潰されて死亡。
ゴウ
ヤマトタケルのクローンの一人。腕力を強化されている。
一人称は「ゴウ」、容姿は金髪に深緑の瞳、猫耳のついたフードのパーカーにチェックのミニスカートを着用し、白とピンクの縞ニーソに白いブーツを履いている、幼い容姿だが、実力は高く、雅よりも強いという。「人が一生懸命作った積み木や砂のお城を壊すときが一番楽しい」など、何かを破壊することに強い快感を覚えている模様。マケンはカナヤゴを使用し、自身の体を巨大化する。
栗傘と会敵する、巨大なゴウに対し、栗傘の「フルメタル」で体の一部を金属にし、チャチャの「コンプレッサー」の力で金属の体を巨大化し、栗傘の体も巨大にした。（チャチャ曰く、鉄人栗傘93号）

### 夜政（よまつり）
政府の機密組織で、カミガリに裏の仕事を依頼する。多数の結界師に幹部の護衛を行わせることでカミガリとの力関係を保っていたが、大和王建が幹部の結界を割りいつでも潰せると脅しをかけたことにより、均衡が破られた。当初はヤマトタケルに怯えて討伐に消極的だったが、VENUSを幹部の護衛につけることを条件に、ヤマトタケル討伐を認可する。
青海 甲子（あおみ こうし）
夜政幹部。ヒメカグラ前には天日学園臨時講師になっている。
声が大きく、暑苦しい性格をしている。ミネルバからは「甲子さんの周りは体感温度が3℃上がる」といわれている。
ヤマトタケルの討伐を周囲に呼びかけていたが、見せしめとして殺されたとされている。
魔権（エグゼクター）「レンタルギフト」
ロボットのような姿をしたマケン。ある条件を満たすことで相手の能力を借りることができる。借りている間は、能力の本来の持ち主はその能力を使うことはできない。

青海 灰（あおみ はい）
青海甲子の養子。ヒメカグラ前に天日学園に転入した。名前が栗傘とかぶるため、自分のことは「ハイ」と呼ぶように頼んでいる。
ヤマトタケルのクローンで、研究施設から脱走する際に、同じくクローンの碓と通りすがりの甲子に救われた過去を持つ。
五角 陽雅（ごかく はるまさ）
夜政の専属結界師で、大勢の部下を指揮する立場にある。中年の男で葉巻を愛用する。結界を張ることはできるが能力者ではなく、エレメントやマケンを扱うことはできない様子。

### 過去編の登場人物
姫神 ヤツノ（ひめがみ ヤツノ）
古代の神にして、コダマの母親。近隣の村人からは畏怖の念を抱かれており、雨を降らせる代わりに食物を納められていた。
神として七回転生しており、そのことからヤマタノオロチと呼ばれている。転生すると前世の体は式神となる。
オオウスノミコトと結ばれ2人の子（ヤビコとコダマ）をもうける。人と交わった神は少しずつ力を失い死を迎えるため、ヤビコとコダマが成長してからは衰弱した面が見られた。
ヤマトタケルからヤビコとコダマを逃がすため足止めを行うが、殺害される。
魔剣（まけん）
神が生まれる時に共に生み出される器。魔剣という名は、扱う者によって魔を宿す剣にも魔を斬る剣にもなり得るという理由から来ている。
ヤツノは七回の転生により八回神として生まれており、その都度生み出された八つの魔剣が、天日学園に伝わる八マケンである。
ハバキリ
八マケンの一つ。七支刀の形をしている。斬った者を神と成すが、並の人間では神格化に耐えられず命を落とす。ヤマトタケルに狙われていたため、ヤビコによってコダマの体と共に霊峰アマノハラの頂上に封印されている。

オオウスノミコト
かつての天皇である景行天皇の長男で、大和朝廷の第一皇子。ヤマトタケルの兄。
大山タケルの祖先であり、外見や女好きの性格なども瓜二つ。「魂の収束」の能力を持ち、この能力も子孫に受け継がれている。
ヤマトタケルに斬られ瀕死の重傷を負っていたところを姫神ヤツノに助けられ、以降一緒に暮らし始める。
ヤツノと共に、ヤマトタケルからヤビコとコダマを逃がすため足止めを行うが、殺害される。
姫神 ヤビコ（ひめがみ ヤビコ）
オオウスノミコトと姫神ヤツノの間に生まれた息子で、コダマの兄。父同様女好きの性格で、「魂の収束」も受け継いでいる。
戦闘力は高くないが、天才的な結界術の達人。霊峰アマノハラの頂上にコダマとハバキリを封印した。
ハバキリによって神の力を得て、新たな魔剣「カムド」を生み出し、ヤマトタケルと対決した。その戦いには勝利したが、足を踏み外し川に流され、その際に助けてくれた柑奈という女性と夫婦となった。
死に際に自身の体をアマノハラに、魂をカムドの中に封印した。

### その他の人物
藤岡 悟郎（ふじおか ごろう）
声 - 太田哲治
アズキが働くメイド喫茶「まかろん」の店長。別名「キャサリン」。女装姿で、オネエ言葉で話す。天日学園OBであるため、実達とは昔ながらの知り合い。
かつてカミガリに操られた犠牲者の1人で、初代マケンキのメンバーだった実に救われている。それ以降は人の役に立てることを心の支えに働いてきたが、再びカミガリ（乙媛達）に操られタケルと春恋に襲いかかるが最後で、アズキに救われる。催眠が解けた後、再びカミガリに操られ、人を傷つけそうになったことを悔やんだ
腕に装着するサイコガンのような銃のマケンを使用しており、カミガリの実働部隊も似たようなマケンを使っている。
蛇山 英輝（へびやま ひでき）
声 - 安元洋貴
紅花キクエの手引きで天日に潜入していた男。天日の有力な生徒の戦闘データを持ち帰ることを条件にカミガリに採用してもらう予定だった。データを得るためにコダマに決闘を申し込むが、一時的に能力が覚醒したタケルの前に敗れる。アニメ終盤では、カミガリに操られた犠牲者の1人にすぎなかったことが明かされた。その後の消息は不明。
魔剣（ブレード）「スネーク」
刃の付いた腕輪の形をしており、両腕に装着している。刃の形は自在に操ることができる。

## スピンオフ作品
まけんきっ！ 〜イナホとゆかいな仲間たち〜
『月刊ドラゴンエイジ』2011年4月号から2012年4月号まで連載された。作画は津留崎優。
2頭身化したイナホを主人公とした4コマ漫画である。ハシラ部分には当該ページの物語にちなんだイナホのコメントが明記されている。また、各話終盤ではイナホとプロデューサー（当該作品における）との掛け合いが描かれているのも特徴であった。

## 書誌情報

### マケン姫っ！
- 武田弘光『マケン姫っ!-MAKEN-KI!-』富士見書房→KADOKAWA〈ドラゴンコミックスエイジ〉、全24巻
  1. 2008年6月5日発売[5]、ISBN 978-4-04-712553-7
  2. 2008年12月5日発売[6]、ISBN 978-4-04-712582-7
  3. 2009年9月7日発売[7]、ISBN 978-4-04-712626-8
  4. 2010年4月8日発売[8]、ISBN 978-4-04-712660-2
  5. 2010年10月7日発売[9]、ISBN 978-4-04-712689-3
  6. 2011年4月7日発売[10]、ISBN 978-4-04-712720-3
  7. 2011年10月6日発売[11]、ISBN 978-4-04-712752-4
  8. 2012年3月7日発売[12]、ISBN 978-4-04-712781-4
    - DVD付限定版 2012年2月29日発売[13]、ISBN 978-4-04-712755-5

  9. 2012年9月6日発売[14]、ISBN 978-4-04-712827-9
  10. 2013年3月7日発売[15]、ISBN 978-4-04-712860-6
  11. 2013年10月9日発売[16]、ISBN 978-4-04-712905-4
    - Blu-ray付限定版 2013年9月30日発売[17]、ISBN 978-4-04-712869-9

  12. 2014年3月8日発売[18]、ISBN 978-4-04-070050-2
    - おっぱいマウスパッド付き限定版 2014年2月25日発売[19]、ISBN 978-4-04-712941-2

  13. 2014年10月9日発売[20]、ISBN 978-4-04-070339-8
  14. 2015年3月9日発売[21]、ISBN 978-4-04-070353-4
  15. 2015年9月9日発売[22]、ISBN 978-4-04-070684-9
  16. 2016年3月9日発売[23]、ISBN 978-4-04-070833-1
  17. 2016年9月9日発売[24]、ISBN 978-4-04-072021-0
  18. 2017年3月9日発売[25]、ISBN 978-4-04-072209-2
  19. 2017年9月8日発売[26]、ISBN 978-4-04-072435-5
  20. 2018年3月9日発売[27]、ISBN 978-4-04-072631-1
  21. 2018年9月7日発売[28]、ISBN 978-4-04-072876-6
  22. 2019年4月9日発売[29]、ISBN 978-4-04-073132-2
  23. 2019年9月9日発売[30]、ISBN 978-4-04-073324-1
  24. 2020年3月9日発売[31]、ISBN 978-4-04-073569-6

### その他書籍
- 武田弘光『マケン姫っ！フルカラー☆せれくしょん』富士見書房〈ドラゴンコミックスエイジ〉、2011年8月5日発売[32]、ISBN 978-4-04-712741-8
  - 武田が自ら選び、セクシーな回が収録されているフルカラー傑作選[33]
- 武田弘光（原作）・津留崎優（作画）『まけんきっ！ 〜イナホとゆかいな仲間たち〜』富士見書房〈ドラゴンコミックスエイジ〉、2011年11月5日発売[34]、ISBN 978-4-04-712758-6

### 小説
- 武田弘光（原作・イラスト）・野村193（著）『マケン姫っ！ 魔導検警機構活動報告書』富士見書房〈ファンタジア文庫〉、2011年4月20日発売[35]、ISBN 978-4-8291-3633-1

## テレビアニメ
2010年10月にアニメ化が発表。
第1期は、2011年10月から12月まで、独立UHF局ほかにて放送された。全12話。2013年12月27日にはBD-BOXが発売された。
第2期『マケン姫っ！通』（マケンきっ つう）は、2013年5月に製作が発表され、2014年1月から3月にかけて放送された。全10話。キャストは前作とほぼ同じだが、スタッフは大幅に変更された。前作の最終話や特盛編の設定を引き継いでいるがストーリーはオリジナルになっている。

### スタッフ
|                      | 第1期                                             | 第2期                                          |
| -------------------- | ------------------------------------------------- | ---------------------------------------------- |
| 原作                 | 武田弘光（富士見書房刊「月刊ドラゴンエイジ」）    | 武田弘光（富士見書房刊「月刊ドラゴンエイジ」） |
| 監督                 | 大畑晃一                                          | 金子ひらく                                     |
| シリーズ構成         | 黒田洋介                                          | 黒田洋介                                       |
| キャラクターデザイン | 結城信輝 阿蒜晃士（サブ）                         | 高見明男                                       |
| プロップデザイン     | 宮脇謙史                                          | 藤原奈津子                                     |
| 美術設定             | 須江信人                                          | 長澤順子                                       |
| 美術監督             | 井上京                                            | 朝倉千登勢 長澤順子（第5話 - 第10話）          |
| 色彩設計             | 篠原愛子（デザイナー） 甲斐けいこ（ディレクター） | 池田歩美                                       |
| 撮影監督             | 後藤健男                                          | 宮崎達也                                       |
| 編集                 | 宇都宮正記                                        | 野川仁                                         |
| 音響監督             | 岩浪美和                                          | 濱野高年                                       |
| 音響効果             | 小山恭正                                          | 山谷尚人                                       |
| 音楽                 | 渡部チェル                                        | 渡部チェル                                     |
| 音楽制作             | 日本コロムビア                                    | 日本コロムビア                                 |
| 音楽プロデューサー   | 植村俊一                                          | 植村俊一                                       |
| プロデューサー       | 今本尚志                                          | 今本尚志                                       |
| プロデューサー       | 松嵜義之                                          | 草壁匠                                         |
| アニメーション制作   | AICスピリッツ                                     | XEBEC                                          |
| 製作                 | 天日学園魔導検警機構                              | 天日学園魔導検警機構・通                       |

### 主題歌
第1期
オープニングテーマ「Fly Away」（第2話 - 第12話、特盛編）
作詞 - 宮崎誠、森月キャス / 作曲・編曲 - 宮崎誠 / 歌 - 富樫美鈴
第1話はOPがないため未使用。第12話ではEDとしても使用。特盛編では挿入歌としても使用。
エンディングテーマ「Baby!Baby!」（第1話 - 第11話、特盛編）
作詞 - 田形美喜子 / 作曲・編曲 - 横山克
歌い手は以下の通り。
- 第1話 - 天谷春恋（下屋則子）と櫛八イナホ（野水伊織）
- 第2話 - 天谷春恋（下屋則子）と姫神コダマ（矢作紗友里）
- 第3話 - 志那都アズキ（富樫美鈴）と高貴楓蘭（合田彩）
- 第4話 - 姫神コダマ（矢作紗友里）と志那都アズキ（富樫美鈴）
- 第5話 - 天谷春恋（下屋則子）と水屋うるち（古谷静佳）
- 第6話 - 櫛八イナホ（野水伊織）と姫神コダマ（矢作紗友里）
- 第7話 - ミディア・デミトラ（田中理恵）とヤン・ミン（明坂聡美）
- 第8話 - シリア大塚（伊瀬茉莉也）とミディア・デミトラ（田中理恵）
- 第9話 - 藜チャチャ（藏合紗恵子）と砂藤季美（味里）
- 第10話 - ミネルバ・マーサ（佐藤利奈）とアイリル&リール・フィニアン（日高里菜）
- 第11話 - 志那都アズキ（富樫美鈴）と天谷春恋（下屋則子）
- 特盛編 - 六条実（美名）と二条秋（原田ひとみ）

第2期
オープニングテーマ「Cherish」
作詞 - 森月キャス / 作曲・編曲 - 宮崎誠 / 歌 - sweet ARMS
第10話はOPがないため未使用。
エンディングテーマ「Reach for Light」
作詞 - Mio Aoyama / 作曲 - 山田智和 / 編曲 - 住谷翔平、山田智和 / 歌 - 藏合紗恵子

### 各話リスト
各話のサブタイトルは、Bパート終了時（第1期、第2期 第1話・第7話）に表示される。
| 話数              | サブタイトル                    | 脚本     | 絵コンテ            | 演出              | 作画監督                                                        | 総作画監督      |
| 第1期             | 第1期                           | 第1期    | 第1期               | 第1期             | 第1期                                                           | 第1期           |
| ----------------- | ------------------------------- | -------- | ------------------- | ----------------- | --------------------------------------------------------------- | --------------- |
| 第壱話            | 天を契んだ日                    | 黒田洋介 | 大畑晃一            | 久保太郎          | 齊藤格、滝川和男                                                | 砂川正和        |
| 第弐話            | 女の子はすごいんです            | 黒田洋介 | 大畑晃一            | 内山まな          | 輿石暁                                                          | 輿石暁 結城信輝 |
| 第参話            | マケンキへようこそ              | 木村暢   | 大畑晃一            | 浅見松雄          | 相坂ナオキ                                                      | 砂川正和        |
| 第肆話            | 敵は天日にあり                  | 木村暢   | 大畑晃一            | 佐藤清光          | 山崎克之、坂本龍典                                              | 輿石暁          |
| 第伍話            | 天日最強の女                    | 山田靖智 | 大畑晃一            | 小坂春女          | 可児里未                                                        | 砂川正和        |
| 第陸話            | 天日に雨の降るごとく            | 黒田洋介 | 大畑晃一            | 浅見松雄 雄谷将仁 | 相坂ナオキ、堀井伸雄 飯飼一幸、常盤健太郎                       | 輿石暁          |
| 第漆話            | 天日に降りた女神たち            | 木村暢   | 小坂春女            | 安藤貴史          | 鈴木奈都子、進藤有人                                            | 砂川正和        |
| 第捌話            | シリアの全てをあげちゃいマス    | 黒田洋介 | 大畑晃一 小坂春女   | 山下実            | 荒尾英幸、宮田奈保美 斉藤美香、小関雅 井口真理子、近藤奈都子    | 輿石暁          |
| 第玖話            | 嵐を呼ぶ水上騎馬戦              | 山田靖智 | 内藤明吾            | 岩田義彦          | 依田正彦                                                        | 砂川正和        |
| 第拾話            | 光と影の乙女                    | 木村暢   | 大畑晃一            | 清水一伸          | 服部憲知、Kim Juno 舛舘俊秀、Heo Ki Dong 栗原学、きむら剛       | 輿石暁          |
| 第拾壱話          | まかろん限定サービスデー        | 山田靖智 | 文小学              | 佐藤清光          | 鈴木奈都子、横田拓己 谷拓也、可児里未                           | 砂川正和        |
| 第拾弐話          | 楽園を守るもの                  | 黒田洋介 | 大畑晃一            | 安藤貴史          | 可児里未、HANJIN 大西秀明、横田拓己 砂川正和                    | 輿石暁          |
| 特盛編 （未放映） | 夏だ！ 水着だ！ 合宿だ！        | 黒田洋介 | 小坂春女            | 小坂春女          | 砂川正和、輿石暁                                                |                 |
| 第2期             |                                 |          |                     |                   |                                                                 |                 |
| 第0話 （未放映）  | タケル女体化!?南の島ですぽ〜ん♥ | 黒田洋介 | 金子ひらく          | 中村里美          | 西谷泰史、藤原奈津子 竹森由加、高見明男                         | 高見明男        |
| 第壱話            | 魔導検警機構                    | 黒田洋介 | 金子ひらく          | 中村里美          | 東島久志、藤原奈津子 浅賀和行、竹森由加                         | 高見明男        |
| 第弐話            | タケル君が好き☆                 | 黒田洋介 | 中村里美            | 竹下良平          | 板倉健、萩原省智 大高美奈、山田有慶                             | 高見明男        |
| 第参話            | ニャケン姫っ？                  | 山田靖智 | 孫承希              | 孫承希            | 藤原奈津子、竹谷今日子 羽野広範、西谷泰史 大河原晴男、飯塚正則  | 高見明男        |
| 第肆話            | まん♥コス                       | 木村暢   | 吉川博明            | 高橋秀弥          | 浅賀和行、東島久志 清水陽一、竹森由加                           | 高見明男        |
| 第伍話            | おねだり☆ティーチャー           | 黒田洋介 | 加戸誉夫            | 高林久弥          | 重松しんいち、萩原省智                                          | 高見明男        |
| 第陸話            | 極悪統生会っ！                  | 雑破業   | 中村里美            | 中村里美          | 千葉充、谷口元浩 山崎愛、浜崎賢一 清水陽一、竹森由加 大河原晴男 | 高見明男        |
| 第漆話            | その名はルドル！                | 黒田洋介 | 高林久弥 金子ひらく | 新子太一          | 星野玲香                                                        | 高見明男        |
| 第捌話            | 学園ハーレム                    | 雑破業   | 高橋秀弥            | 高橋秀弥          | 西谷泰史、藤原奈津子 飯塚正則、竹森由加                         | 高見明男        |
| 第玖話            | 君は薔薇より男らしい            | 山田靖智 | 孫承希              | 孫承希            | 板倉健、高橋慶江 南伸一郎、星野玲香                             | 高見明男        |
| 第拾話            | そして、マケンキへ              | 黒田洋介 | 金子ひらく          | 高見明男          | 高見明男、西谷泰史 藤原奈津子                                   | 高見明男        |

### 放送局
| 放送地域       | 放送局         | 放送期間                 | 放送日時           | 放送系列                                 | 備考                            |
| 第1期          | 第1期          | 第1期                    | 第1期              | 第1期                                    | 第1期                           |
| -------------- | -------------- | ------------------------ | ------------------ | ---------------------------------------- | ------------------------------- |
| 埼玉県         | テレ玉         | 2011年10月4日 - 12月20日 | 火曜 25:05 - 25:35 | 独立局                                   | 製作関与                        |
| 神奈川県       | tvk            | 2011年10月5日 - 12月21日 | 水曜 25:45 - 26:15 | 独立局                                   |                                 |
| 東京都         | TOKYO MX       | 2011年10月5日 - 12月21日 | 水曜 26:30 - 27:00 | 独立局                                   |                                 |
| 福岡県         | TVQ九州放送    | 2011年10月5日 - 12月21日 | 水曜 26:48 - 27:18 | テレビ東京系列                           |                                 |
| 兵庫県         | サンテレビ     | 2011年10月6日 - 12月22日 | 木曜 24:35 - 25:05 | 独立局                                   |                                 |
| 岐阜県         | 岐阜放送       | 2011年10月6日 - 12月22日 | 木曜 25:45 - 26:15 | 独立局                                   |                                 |
| 三重県         | 三重テレビ     | 2011年10月6日 - 12月22日 | 木曜 26:50 - 27:20 | 独立局                                   |                                 |
| 日本全域       | AT-X           | 2011年10月7日 - 12月23日 | 金曜 23:30 - 24:00 | CS放送                                   | 製作委員会参加 リピート放送あり |
| 千葉県         | チバテレビ     | 2011年10月7日 - 12月23日 | 金曜 25:30 - 26:00 | 独立局                                   |                                 |
| 岡山県・香川県 | テレビせとうち | 2011年10月7日 - 12月23日 | 金曜 25:53 - 26:23 | テレビ東京系列                           | 第2期は未放送                   |
| 栃木県         | とちぎテレビ   | 2014年6月27日 -          | 金曜 23:30 - 24:00 | 独立局                                   | 第2期は未放送                   |
| 第2期          |                |                          |                    |                                          |                                 |
| 東京都         | TOKYO MX       | 2014年1月15日 - 3月19日  | 水曜 25:30 - 26:00 | 独立局                                   |                                 |
| 神奈川県       | tvk            | 2014年1月15日 - 3月19日  | 水曜 25:30 - 26:00 | 独立局                                   |                                 |
| 兵庫県         | サンテレビ     | 2014年1月15日 - 3月19日  | 水曜 26:00 - 26:30 | 独立局                                   |                                 |
| 福岡県         | TVQ九州放送    | 2014年1月15日 - 3月19日  | 水曜 26:40 - 27:10 | テレビ東京系列                           |                                 |
| 日本全域       | AT-X           | 2014年1月16日 - 3月20日  | 木曜 22:00 - 22:30 | CS放送                                   | 製作委員会参加 リピート放送あり |
| 千葉県         | チバテレビ     | 2014年1月16日 - 3月20日  | 木曜 25:00 - 25:30 | 独立局                                   |                                 |
| 埼玉県         | テレ玉         | 2014年1月16日 - 3月20日  | 木曜 25:05 - 25:35 | 独立局                                   |                                 |
| 岐阜県         | 岐阜放送       | 2014年1月16日 - 3月20日  | 木曜 25:45 - 26:15 | 独立局                                   |                                 |
| 三重県         | 三重テレビ     | 2014年1月16日 - 3月20日  | 木曜 26:20 - 26:50 | 独立局                                   |                                 |
| 韓国全域       | ANIPLUS        | 2014年1月17日 - 3月21日  | 金曜 24:00 - 24:30 | CS放送、IP放送 ケーブルテレビ ネット配信 | 韓国語字幕あり                  |
| 日本全域       | BS11           | 2014年1月17日 - 3月21日  | 金曜 27:00 - 27:30 | BS放送                                   | 『ANIME+』枠 第1期は未放送      |
| 日本全域       | dアニメストア  | 2014年1月18日 - 3月22日  | 土曜 12:00 更新    | ネット配信                               |                                 |

### 映像特典
第1期『ドキドキッ！マケン姫っ！秘密の訓練』は、DVD&BD限定版各巻に収録の『いっしょにとれーにんぐ』風の短編アニメ。全6巻。BD限定版のみHD画質で収録。BD-BOXでは特典映像として収録。
第2期『こだわりのHな!?新作ショートアニメ』は、DVD&BD限定版各巻に収録の映像特典短編アニメ。第2期キャラデザの高見明男による完全監修。
| 巻数  | タイトル                              | 登場キャラクター | 脚本     | 絵コンテ         | 演出           | 作画監督           |
| 第1期 | 第1期                                 | 第1期            | 第1期    | 第1期            | 第1期          | 第1期              |
| ----- | ------------------------------------- | ---------------- | -------- | ---------------- | -------------- | ------------------ |
| 第1巻 | ドキドキッ！マケン姫っ！秘密の訓練 壱 | 天谷春恋         | 守宮尚志 | 石山寛           | 石山寛         | 砂川正和、大西秀明 |
| 第2巻 | ドキドキッ！マケン姫っ！秘密の訓練 弐 | 櫛八イナホ       | 守宮尚志 | 石山寛           | 多麻能美須麻流 | 輿石暁、大西秀明   |
| 第3巻 | ドキドキッ！マケン姫っ！秘密の訓練 参 | 姫神コダマ       | 守宮尚志 | 石山寛           | 多麻能美須麻流 | 砂川正和           |
| 第4巻 | ドキドキッ！マケン姫っ！秘密の訓練 肆 | 志那都アズキ     | 守宮尚志 | ほしかわたかふみ | 多麻能美須麻流 | 輿石暁             |
| 第5巻 | ドキドキッ！マケン姫っ！秘密の訓練 伍 | シリア大塚       | 守宮尚志 | 多麻能美須麻流   | 多麻能美須麻流 | 岩田幸大           |
| 第6巻 | ドキドキッ！マケン姫っ！秘密の訓練 陸 | 二条秋           | 守宮尚志 | 多麻能美須麻流   | 多麻能美須麻流 | 輿石暁             |
| 第2期 |                                       |                  |          |                  |                |                    |
| 第1巻 | P〜私事♡ 春恋編                       | 天谷春恋         | -        | 高見明男         | 高見明男       | -                  |
| 第2巻 | P〜私事♡ イナホ編                     | 櫛八イナホ       | -        | 高見明男         | 高見明男       | -                  |
| 第3巻 | P〜私事♡ 秋編                         | 二条秋           | -        | 高見明男         | 高見明男       | -                  |
| 第4巻 | P〜私事♡ コダマ編                     | 姫神コダマ       |          |                  |                |                    |
| 第5巻 | P〜私事♡ 季美編                       | 砂藤季美         |          |                  |                |                    |

### OVA
2012年3月1日発売のコミック第8巻DVD付限定版付属のアニメDVDに収録のTV未放映オリジナルエピソード（第1期BD-BOXでは特典BDとして収録）。なお、2013年9月30日発売のコミック第11巻BD付限定版付属のアニメBDは『通』第0話としている。

## モバイル
2011年、角川コンテンツゲートにより『マケン姫っ！ プレミアムカメラ』『マケン姫っ！ プレミアム懐中電灯』が公開。BIGLOBE のカードコレクションアプリ「嫁コレ」にて2012年1月24日に天谷春恋が配信された。2015年にソーシャルゲーム『マケン姫っ！通 〜ももいろ祭り〜』がspliによりGREEでプレイできた。